# ROSAT

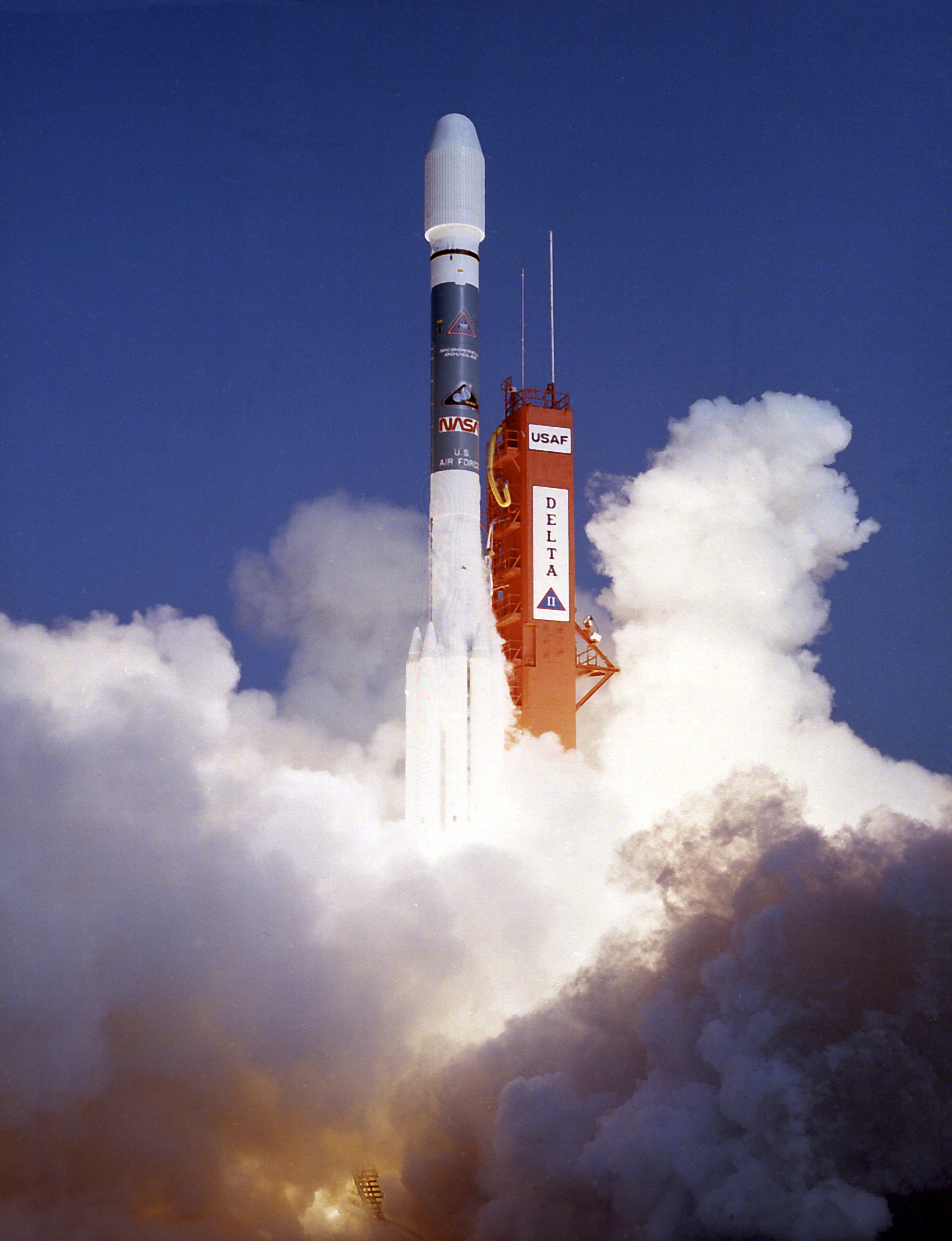
Lancering

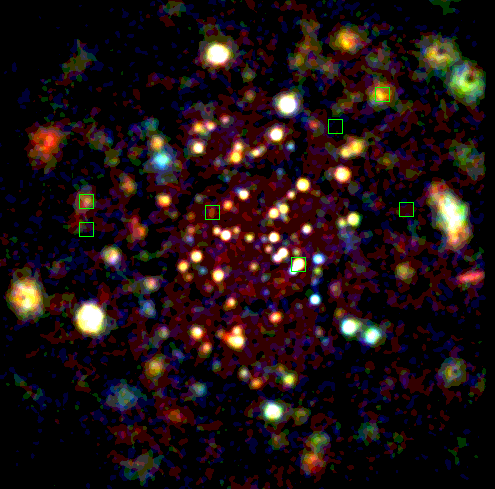
ROSAT opname van de Plejaden

ROSAT (afkorting van Röntgensatellit) was een door het Deutsches Zentrum für Luft- und Raumfahrt (het Duitse onderzoekscentrum voor lucht- en ruimtevaart; DLR) geleide röntgentelescoop in de ruimte, met instrumenten gebouwd door West-Duitsland, het Verenigd Koninkrijk en de Verenigde Staten. ROSAT werd gelanceerd op 1 juni 1990, met een Delta II-raket vanuit Cape Canaveral. Aanvankelijk zou de missieduur 18 maanden zijn, met een maximale gebruiksduur van vijf jaar. ROSAT heeft in feite meer dan acht jaar gefunctioneerd en de missie is uiteindelijk op 12 februari 1999 beëindigd.
In februari 2011 werd gemeld dat het onwaarschijnlijk was dat de 2400 kg zware satelliet volledig zou verbranden bij de terugkeer in de aardatmosfeer vanwege de grote hoeveelheid keramiek en glas in de telescoop. Onderdelen met een massa van 400 kg zouden op Aarde kunnen storten. ROSAT keerde op 23 oktober 2011 terug in de aardatmosfeer boven de Golf van Bengalen.

## Overzicht
De telescoop bestond uit een type-I Wolter telescoop met een opening van 84 cm en een brandpuntafstand van 240 cm. De resolutie van ROSAT was beter dan 5 boogseconden bij halve energiebreedte (de "hoek waarbinnen de helft van de elektromagnetische straling" is gefocust). De instrumenten waren gevoelig voor röntgenstralen tussen 0,1 en 2 keV (duizend electronvolt) en voor ver-ultraviolette straling tussen 0,042 en 0,21 keV (30 - 6 nm).
Vergeleken met vroegere röntgentelescopen had ROSAT een hoge ruimtelijke resolutie. De verkregen kaarten hadden een lage achtergrondemissie zodat structuren met lage oppervlaktehelderheid bestudeerd konden worden in zachte röntgenstraling. Ook kon ROSAT gebruikt worden voor astronomische spectroscopie met lage spectrale resolutie.
ROSAT werd gestabiliseerd langs drie assen, zodat de satelliet kon worden gebruikt om waar te nemen in specifieke richtingen en om te meten langs grote cirkels loodrecht op het vlak van de ecliptica. ROSAT kon snel bewegen langs de hemel (180 graden in ~ 15 min.), daardoor konden gedurende elke omloopbaan twee objecten gelegen in beide delen van de hemelbol waargenomen worden. De positionele nauwkeurigheid aan hemel was 1 boogminuut met een variatie van minder dan 5 boogseconden per seconde. Twee CCD-ster-sensoren werden gebruikt voor de optische positiebepaling van volgsterren en de bepaling van de positionering van het ruimtevaartuig. De nauwkeurigheid van de positionering achteraf was 6 boogseconden.
De ROSAT-missie was verdeeld in twee fasen:
Na een twee maanden durende kalibratie- en verificatieperiode in een baan om de aarde, werd gedurende zes maanden een all-sky-survey uitgevoerd met behulp van de PSPC in twee XUV-banden met behulp van de WFC. Het onderzoek is uitgevoerd in de scanmodus.
De tweede fase bestond uit de rest van de missie en was gewijd aan gerichte observaties van geselecteerde astrofysische bronnen. Observatietijd werd toegewezen aan gastonderzoekers uit de drie deelnemende landen door middel van peer review van ingediende voorstellen. ROSAT had een ontwerplevensduur van 18 maanden, maar er werd verwacht de telescoop langer zou werken.

## Instrumenten

### X-ray telescoop (XRT)
Het belangrijkste deel was een in Duitsland gebouwde röntgentelescoop (XRT) met drie instrumenten in het brandpunt: twee Duitse positiegevoelige proportionele tellers (PSPC) en de door de VS geleverde High Resolution Imager (HRI). De röntgenspiegelassemblage was een viervoudige geneste, grazende Wolter I-telescoop met een diafragma van 84 cm (33 inch) en een brandpuntsafstand van 240 cm (94 inch). De hoekresolutie was beter dan 5 boogseconden bij halve energiebreedte. Het XRT-samenstel was gevoelig voor röntgenstralen tussen 0,1 en 2 keV. [4]

### Positiegevoelige proportionele tellers (PSPC)

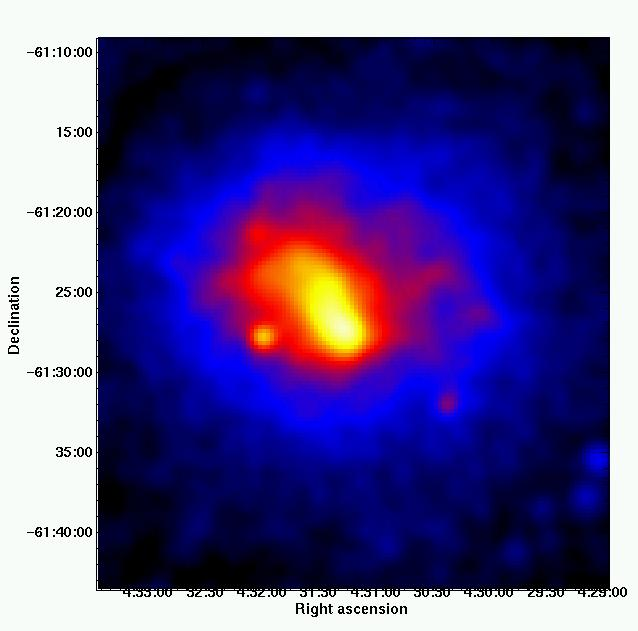
PSPC-opname van de cluster Abell 3266

Elke positiegevoelige proportionele teller (PSPC) is een gasteller met een dun raam. Elk binnenkomend röntgenfoton produceert een elektronenwolk waarvan de positie en lading worden gedetecteerd met behulp van twee draadrasters. De fotonpositie wordt bepaald met een nauwkeurigheid van ongeveer 120 micrometer. De lading van de elektronenwolk komt overeen met de fotonenergie met een nominale spectrale bandpass tussen 0,1 en 2,4 keV.

### Hoge resolutie Imager (HRI)
De door de VS geleverde imager met hoge resolutie gebruikte een gekruiste raster-detector met een positienauwkeurigheid tot 25 micrometer. Het instrument werd op 20 september 1998 beschadigd door blootstelling aan de zon.

### Groothoekcamera (WFC)
De Wide Field Camera (WFC) was een in het VK geleverde extreem-ultraviolette (XUV) telescoop die mede was uitgelijnd met de XRT en die de golfband tussen 300 en 60 ångström (0,042 tot 0,21 keV) bedekte.

## Lancering
Oorspronkelijk was het de bedoeling dat ROSAT met de Space Shuttle zou worden gelanceerd, maar door de ramp met de Challenger werd het verplaatst naar het Delta-platform. Dit maakte het onmogelijk om ROSAT na de missie met een shuttle terug te brengen naar de aarde.

## Einde van de werkzaamheden
Oorspronkelijk ontworpen voor een missie van vijf jaar, zette ROSAT zijn verlengde missie met nog eens vier jaar voort voordat een storing in de apparatuur een einde aan de missie maakte. Enkele maanden daarna voltooide ROSAT zijn allerlaatste waarnemingen voordat hij op 12 februari 1999 definitief werd uitgeschakeld. Op 25 april 1998 leidde het falen van de primaire stertracker van de röntgentelescoop tot positioneringsfouten die op hun beurt oververhitting van de telescoop door de zon had veroorzaakt. Er was al een noodplan en de benodigde software ontwikkeld om gebruik te maken van een alternatieve stertracker die aan de Wide Field Camera was bevestigd. ROSAT was al snel weer operationeel, maar met enkele beperkingen aan de effectiviteit van het volgen en dus de controle ervan. ROSAT werd zwaar beschadigd op 20 september 1998 toen een reactiewiel in het Attitude Measuring and Control System (AMCS) van het ruimtevaartuig zijn maximale rotatiesnelheid bereikte, men verloor de controle over een zwenkbeweging en de hoge resolutie-imager werd beschadigd door blootstelling aan de zon. Dit falen werd aanvankelijk toegeschreven aan de moeilijkheden om de satelliet onder deze moeilijke omstandigheden te besturen, buiten de oorspronkelijke ontwerpparameters.